# DRT (entreprise)
Pour les articles homonymes, voir DRT.
L'entreprise française DRT (les Dérivés Résiniques et Terpéniques) produit des dérivés de la résine du pin, et en particulier le pin maritime cultivé dans la région des Landes.

## Histoire
L'entreprise familiale DRT est fondée en 1932 par sept sylviculteurs des Landes, qui s'associent pour valoriser les produits de la gemme landaise. Ils fondent à Vielle-Saint-Girons une société commune, sous le nom de « Dérivés Résiniques et Terpéniques », ou DRT. Leur activité première consiste à fabriquer les matières premières issues des dérivés naturels du pin à destination des industries du caoutchouc, des adhésifs, de la parfumerie ou du chewing-gum.
Dans les années 1950, alors que la production locale de résine de pin décroît, DRT fait évoluer son activité et importe des matières premières qu'elle réexporte après transformation. La société se tourne alors vers les États-Unis, la Chine et le Portugal. Entre 1950 et 1990, le nombre de résiniers actifs dans le massif landais chute, passant de 15000 individus à tout juste une centaine de professionnels.
DRT crée successivement plusieurs pôles spécialisés, qui donneront notamment naissance à la marque Saniterpen, chargée de fabriquer des nettoyants, désinfectants et insecticides (aujourd'hui réservée à l'environnement animal) ou à la marque Helioterpen, spécialisée dans les adjuvants agricoles pour la protection des cultures, en 2007.
Dans les années 1960, l'unité Spécialités de DRT met au point le premier produit nettoyant ménager européen au pin des Landes, alors que la majorité des produits du marché étaient à base d'ammoniac[réf. nécessaire]. Ce nouveau produit entre alors à la composition des produits Saint-Marc. En 1984, alors que l'entreprise chimique allemande Benckiser reprend les usines Saint-Marc, elle s'engage à continuer de s'approvisionner exclusivement auprès de DRT pour la fabrication du nettoyant. Cependant, en février 1987, Benckiser cesse son approvisionnement, et DRT découvre que Saint-Marc a fait breveter le principe actif du nettoyant sans en aviser la société landaise. Benckiser est condamnée en 1993 par le tribunal de Bordeaux à payer des indemnités à DRT pour rupture de contrat. En 1995, pour trouver une utilité au stock accumulé du produit de base, le groupe familial crée la société Action Pin, et lance son propre produit d'entretien, sous l'appellation Le Vrai.
En 2007, DRT crée Ixxi, sa filiale spécialisée dans les cosmétiques, puis s'associe à la station thermale de Dax pour lancer les produits thermaux Dax Terpin.
Le 20 mars 2013, DRT achète SBS, usine de Produits chimiques et auxiliaires de synthèse à Mourenx.
En 2014, Tikehau entre au capital de l'entreprise à hauteur de 30 %, les 70 % restants étant détenus par la centaine de personnes physiques héritières des familles fondatrices.
Fin 2016, l'américain Pinova Inc, basé en Géorgie, devient une filiale de la société DRT pour un montant de 140 millions de dollars.
Au terme de l'année 2017, la société d'investissement Ardian entre en négociations exclusives pour acquérir la majorité de DRT, alors valorisée à hauteur d'un milliard d'euros,,,,,.

## Activités
L’entreprise DRT extrait depuis 1932 de la résine des pins de la colophane et de l’essence de térébenthine. Ces composés, une fois traités et valorisés, entrent dans la composition d'une grande variété de produits tels les élastomères, adhésifs, épices, parfums, chewing-gums, encres, biocides, détergents, produits pharmaceutiques et cosmétiques.
En 2017, le groupe affiche un chiffre d'affaires de 500 millions d'euros et réalise plus de 80 % de son activité en dehors de la France, avec environ 25 % en Amérique du Nord et près de 10 % en Asie[réf. nécessaire]. 
En 2017, le groupe DRT emploie environ 1 300 personnes, dont 50 sont affectées à la recherche et au développement. La société dispose de quatre sites de production en France sur la côte landaise, à Castets, Lesperon et Vielle-Saint-Girons. deux sites aux États-Unis dans l'État de Georgie, trois en Inde et un en Chine à Wuxi,.
Le siège de DRT est situé à Dax, dans les Landes.